# Stazione di Ospitaletto Mantovano
La stazione di Ospitaletto Mantovano è una fermata ferroviaria posta sulla linea Cremona-Mantova. Serve il centro abitato di Ospitaletto, località divisa tra i comuni di Castellucchio e di Marcaria. Il manufatto si trova in comune di Marcaria.

## Storia
La fermata venne attivata il 18 marzo 1926.
Dal 2024 non è servita da alcun servizio ferroviario per i lavori di raddoppio della linea Mantova-Bozzolo.